# Небојша Малић
Небојша Малић (Сарајево, 1977) српски је политички аналитичар и историчар.

## Биографија
Рођен је у Сарајеву 1977. године. У Српском Сарајеву је живио до марта 1996. након чега је према Дејтонском мировном споразуму један дио Српског Сарајева припао Федерацији БиХ. У марту исте године долази до масовног исељавања српског становништа из дијелова Српског Сарајева који су припали Федерацији БиХ, тако да Небојша Малић одлази у САД. Током рата у Српском Сарајеву је стекао почетно медијско и дипломатско искуство. Сарађивао је са лондонским листом Индипендент (Independent). У периоду од 1996. до 1999. је завршио историју и међународне односе на универзитету Грејсланд у Ајови. Од самог доласка у САД је био врло активан дописник више политичких медија из области међународне политике, а посебно из области распада Југославије. На основу објављених чланака и стеченог реномеа, уредници америчког антиратног интернет магазина Antiwar.com га у јесен 2000. позивају да постане њихов колумниста за област бивше Југославије. Његова колумна излази преко десет година сваког четвртка. Један је од иницијатора подизања споменика жртвама Јасеновца у Њујорку. Објавио је велики број стручних есеја и чланака из области распада Југославије и српских политичких прилика. На српском језику је писао за Фонд Слободана Јовановића, Видовдан, Српску мрежу, Српски лист, Нову српску политичку мисао, Фронтал и друге. Живи у Вашингтону.